# 中土世界的树木与森林

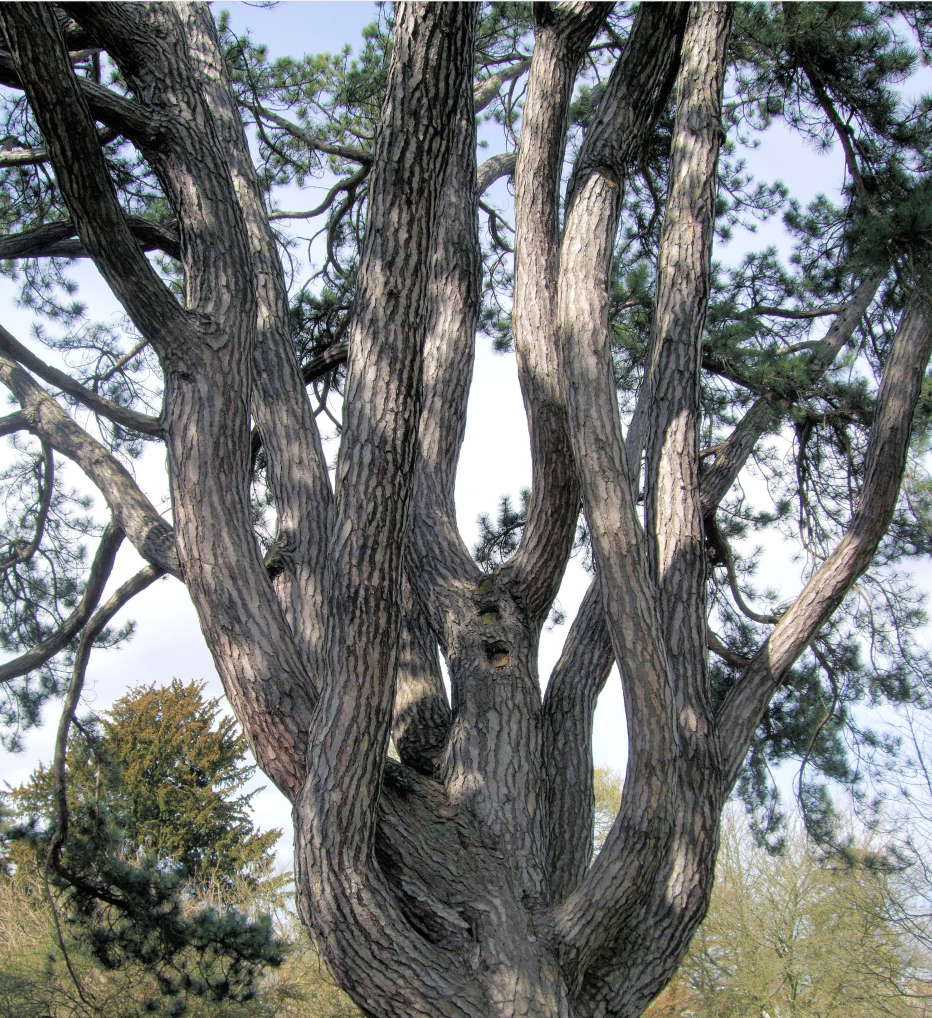
托尔金喜欢树木，这里是牛津植物园的黑松，经常和它们合影。

树木和森林在J.R.R. 托尔金的奇幻中土世界里常常有多重身份意义，有些甚至可以充当推动情节发展的角色，例如老柳头。无论是托尔金自己，还是他的中土故事著作，爱护树木都是非常重要的主题。实则， 托尔金研究学者马修·迪克森写道：“在托尔金的著作中，很难说高估了树木的重要性。
托尔金认为原始人类的理解即是与其他生物的交流；评论家指出中土世界的故事发生在遥远的过去，那时候原始森林依旧存在。在他的著作中，森林扮演着不同的角色。森林在他的书中扮演着不同的角色。在《霍比特人》中，幽暗密林是童话故事中的黑暗禁林。在《指环王》中，森林则更为复杂；一些树木由精灵唤醒，另一些树木则变坏了。 法贡森林是树胡的领地，他是一位树巨人或者说树人，可以召唤介于树木和树人之间的转变中的胡恩们。
一些特殊种类的树木在托尔金的故事里意义非凡，比如在黄金森林罗斯洛立安的心脏地带有高大的梅隆树。在汤姆·邦巴迪尔的旧森林中，老柳头是一个年岁悠久、性情邪恶的树精，掌控森林的很多树木。在创作初期，双圣树，一半是银树，一半是金树，为乐园之境的维林诺带来光芒。
评论家论述道，托尔金借树木表达他的生态批评主义，而不是破坏工业化。

## 中土世界的森林
树木在托尔金的中土世界里无处不在，无论是《霍比特人》里的巨魔树林和幽暗密林，还是《指环王》里它们的再次归来，或者是《指环王》里的老林，罗斯洛立安和法贡森林，和《精灵宝钻 》曾提到的贝尔兰和维林诺的森林。实际上，当中土世界仍沐浴在“星光下的暮色”中时，“最古老的生物已经诞生......树木向大地投下其庞大的影子”。 对于托尔金评论家汤姆·希比而言，幽暗密林是北欧神话《诗体埃达》的余响，其中的一首诗歌《史基尼尔之语》里正有迷雾山脉北方的无尽森林。
研究托尔金的学者雪莱·萨瓜罗 (Shelley Saguaro) 和黛博拉·科根·萨克 (Deborah Cogan Thacker) 写下，虽然托尔金往往以树木和森林来指代自然世界，这当然也是现代化地工业世界的对照，但其实他笔下的树木和森林更接近于一种“多层性叙述，与童话和民间传说有着微妙的关联，以及复杂的心理象征。”  这两位学者注意到，在童话故事里经常出现森林，森林要么是主人公迷路的地方，要么就是女巫、樵夫和狼的生活地点。他们进一步阐述，在托尔金的童话论述集《树与叶》中，托尔金的原句用“无法分析......也许甚至远离时间本身”来形容这样的童话故事。他们提到精神分析学家布鲁诺·贝特尔海姆 (Bruno Bettelheim)对此曾作出阐释，即进入森林“指代一个精神分析的空间——一个与日常经验分离的空间，在这里可以寻回已经失去之物” 。他们也提到杰克·齐普斯的另一个观点，这人曾经分析《格林童话》，得出结论即森林使魔法成为有可能的事物，因为社会的通用习俗并不适用于森林。他们也注意到到托尔金在《树与叶》中表达的观点，即原始人类的互相理解正是“与其他生物的交流”，可惜这种交流如今不复存在。 他们接着引用托尔金评论家保罗·科彻 (Paul Kocher) 的言论，即中土其实是曾经的的地球，那时候原始森林依然存在，而如今原始森林和中土的消失意味着一种完整性的泯灭。两位评论家进而指出，《霍比特人》中的幽暗密林，既在比尔博的“经典任务导向型叙事”故事中充当童话里的黑暗禁林的角色作用，其实它也具有现实钟树木的真实木质特征。然而《指环王》中的森林和树木就“更为复杂”了：在这里树木也有了改变，或者是像恩特一样“被精灵唤醒”，或者是像老林中的树一样“变坏”。 
萨瓜罗（Saguaro） 和萨克（ Thacker） 评价道，托尔金显然很喜爱树木；他们有许多合影，其中包括和牛津植物园中的大黑松的合影。 “神话里的玛隆树”或许具有魔力：但对于托尔金而言，所有的树都“具有魔力”。 迪克森补充道，托尔金在《尼格尔的叶子》中以一棵树作为自己的副创作；当他的朋友C.S. 路易斯去世时，他把这幅画贴在自己身上，写道，他感觉“如同一棵老树，一片一片地失去了所有的叶子：如同一把斧头击砍树的根部”。

## 恩特
拓展

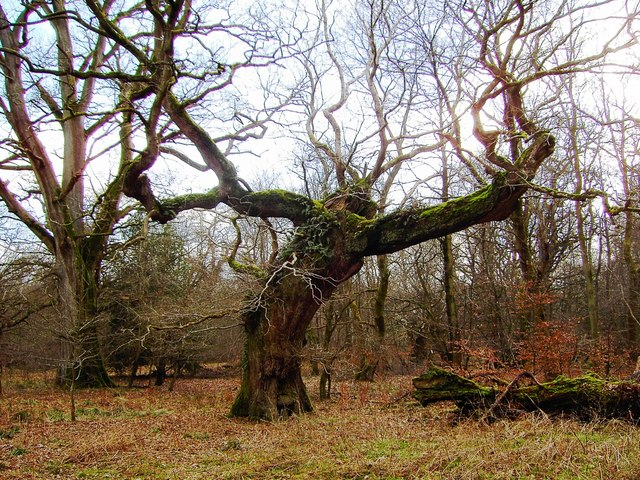
托尔金的灵感来自英格兰的树木和森林。 萨韦纳克森林中的一棵老橡树

法贡森林是树胡（也叫法贡）的领地，作为一名树巨人或恩特（词源来自古英语中的“巨人”），它是中土大陆最古老的生物之一，或者实际上就是最古老的生物。恩特是树的群落；它们看起来与树木并无二致，尽管它们有着树枝状的手臂、树根状的腿、树脸，甚至能够行动和讲话。他们中还包括胡恩，也就是或者转变得更像人，或者转变得更像树的恩特。 

## 中土世界的树木种类
特定种类的树木也很重要，比如罗斯洛立安高大的玛隆树；拉德瑞尔给了山姆一粒具有些许魔法的玛隆树的种子， 他将它种在夏尔中心附近的派对田地，以代替那棵他非常喜欢却被萨鲁曼手下砍倒的树。  当佛罗多进入罗斯洛立安并且第一次看见玛隆树时：“他在触摸树木时感受到一种愉悦的情绪，这是既非护林员也非木匠的愉悦，而是对于树木的生命本身的愉悦。” 
在《霍比特人》结局，托尔金作了一首诗，即“唱出你们所有的快乐！”，在诗的最后一节他提到六种树木： 
睡吧!睡吧!赤杨和柳树款款摆动!
松树不要叹息，直到早晨的风吹起!
月亮落下!黑暗笼罩大地!
嘘!嘘!橡树、梣树与荊棘——《霍比特人》, "最后一幕"
最后一句道出三种树木的名字，与鲁德亚德·吉卜林（Rudyard Kipling) 的“一棵树之歌”遥相呼应，它的副歌是“在所有如此美丽的树木中，如果要装点古老的英格兰，日光之下再无比橡树、灰烬和荆棘更伟大的事物”。托尔金评论家汤姆·希比写道，虽然托尔金并未提及吉布林，实则他传播了吉卜林书写中的“不变的英国主义的主题”。托尔金在《树与叶》中提及了同样的三棵树的名字：“橡树、灰烬和荆棘的每一片叶子都是图案的独特体现》......” ; 萨瓜罗（Saguaro）和萨克（ Thacker）写道，这是“对再现'童话带给我们的治愈'的恳求”。  JRR Tolkien Encyclopedia中的 戴尔·尼尔森（Dale Nelson）在《托尔金的百科全书》 中写道，这三棵树与吉卜力的相似性“使他感受到与邦巴迪尔（Bombadil）和树胡（Treebeard）的血缘联系”。

## 个别的树木

### 神话象征

白树是刚铎诸王的象征。

维林诺的双圣树，也即是泰尔佩瑞安和劳瑞林，一棵呈银色，一棵呈金色，它们照亮了维林诺的乐土国界， 在乐土里“维拉沐浴在阿曼山脉外的树木光辉下，幸福地生活着，并且度过了漫长的时光”。  直到邪恶的巨型蜘蛛昂哥立安和历史上首位黑暗领主魔苟斯被打败，大地残存的只有一种花和一种水果，后来它们成为了中土世界的月亮和太阳。  研究托尔金的学者马修·迪克森(Matthew Dickerson) 写道，这两棵树是“一切传说故事里中最重要的神话象征”。 
位于米那斯提力斯最上层宫廷的白树宁洛斯是刚铎诸王的象征。在久远前的岁月里，这片土地没有国王，由刚铎宰相接手了国王的权柄，白树枯死且叶片尽落，但仍备受尊崇。当阿拉贡归来时，他到达这座城市，一切正如《王者归来》中所述，接着攀登上了城堡后面的明多鲁因山，并发现了同一棵树的幼苗，它竟然能在雪中发芽。他带着它回到城堡，把它种在院子里，很快便开花了。  萨瓜罗（Saguaro）和萨克（ Thacker）称这株幼苗为“故意为之的宗教语言和意象”。 迪克森（Dickerson）写道，这株幼苗是阿拉贡王权的象征，是白树宁洛丝的后裔，而白树又是双圣树之一的泰尔佩瑞安的后裔。 

### 堕落的本性
老柳头是汤姆·邦巴迪尔(Tom Bombadil) 的老林中的一棵年长而邪恶的树精，外表看起来像一棵大柳树，位于柳苏河 (River Withywindle) 的旁边，但他的影响力遍及整个森林，正如托尔金 (Tolkien) 描述： 
这其中最可怕的就是那棵大柳树：它拥有一颗腐败的心，力量正值巅峰。它诡计多端、更能够掌握风云的变化；而它的思想和歌曲在河两岸不受阻拦的传递着。它那灰色的饥渴灵魂从大地吸取力量，在地底散布细密的网络，在空中伸张隐形的枝丫。最后，它将从高篱到古墓岗之间的森林全都纳为己有。

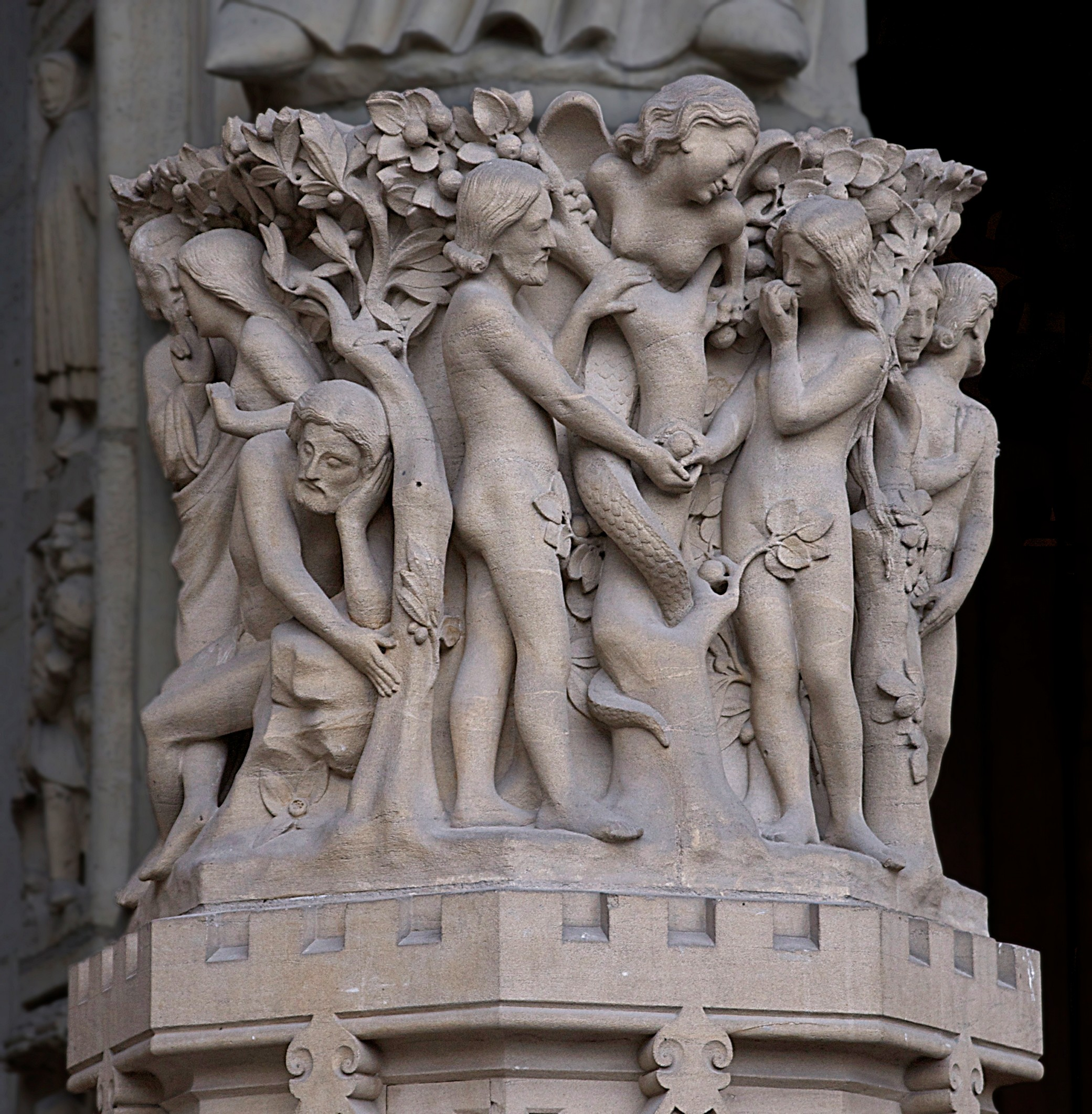
作为罗马天主教徒的托尔金认为树木等生物受到了人类堕落的影响。 巴黎圣母院秋天的中世纪雕像

萨瓜罗（Saguaro）和萨克（ Thacker）指出，评论家们对这样的描写非常困惑，因为托尔金作为环保主义者一贯喜爱呈现自己为“拥抱树木”的形象，两者相矛盾。他们写下，树木（正如同其他生物）在托尔金的世界中，都遭受到人的堕落的腐蚀，从这点也能进一步看出托尔金所信奉的天主教思想。两位评论家指出，虽然托尔金对树木的意义的描写似乎有异教徒思想的倾向，但其实《旧约》和》《新约》都有作为象征的树木，比如《创世记》中的善恶知识树，十字架，福音书中的死亡树，和《启示录》中的生命树（22:2）；而托尔金《指环王》中做到了“融合所有的元素”：死亡，创造，次创造，再创造。 迪克森写道，老柳头既表现出与人类无异的堕落，同时也深怀对人类的敌意。 托尔金评论家贾里德·洛布德尔（Jared Lobdell）将这个代表“生命世界里的自然事物的背叛”的角色老柳头与阿尔杰农·布莱克伍德（Algernon Blackwood）的故事《柳树》中的老人作为类比。 

## 托尔金著作中的生态批评
扩展 
迪克森的评论认为，树木是“[托尔金]生态批评主义的重要载体”。  在夏尔中心地带霍比屯有一棵派对树，而《指环王》的开头和结尾都留下了它的身影：在故事的开头，这棵树位于派对的中央，是所有人享乐玩耍的所在；而在故事的结局，这棵树被萨鲁曼的手下毫无理由地砍倒。  迪克森写道，萨鲁曼的“恶意”正是借由他对法贡树木的“肆意破坏”而呈现在读者面前，树胡也称萨鲁曼为“该死的树木杀手”。  托尔金评论家保罗·科赫 （Paul Kocher）指出，树胡说恩特对树木的同情，要比牧羊人对他们的羊的同情要深切得多，因为”恩特‘善于理解其他事物的内心'”。他还借用树胡自己的说法，那就是树胡“并不完全站在任何人一边，因为没有人完全站在我这边……没有人像我一样关心森林”，但尽管如此，当树胡得知萨鲁曼参与了魔戒之战时，依旧选择对抗萨鲁曼。他摧毁了萨鲁曼的工业伊森加德，这是萨鲁曼砍倒树木以作为源动力的工厂。在至尊魔戒毁灭后，阿拉贡为新森林提供了广阔的土地；但是，科赫写道，托尔金给出了“不祥的暗示，即野生树木将无法在接下来的人类时代得到繁衍。 

## 更多可看
- 日耳曼异教和神话中的神圣树木和树林

### 主要参考
此列表标识了每个词条在托尔金著作中的位置。
1. 1 2  The Silmarillion, "Quenta Silmarillion", ch. 3 "Of the Coming of the Elves and the Captivity of Melkor"
2. ↑  Carpenter (1981). Letters, #251 to Priscilla Tolkien, 26 November 1963
3. ↑  The Two Towers,  book 3, ch. 4 "Treebeard"
4. ↑  The Two Towers, book 3, ch. 9 "Flotsam and Jetsam"
5. 1 2  The Return of the King, book 6, ch. 8 "The Scouring of the Shire"
6. ↑  The Fellowship of the Ring, book 2, ch. 6 "Lothlorien"
7. ↑  The Return of the King, book 6, ch. 9 "The Grey Havens"
8. ↑  The Hobbit, ch. 19 "The Last Stage"
9. ↑  The Silmarillion, "Quenta Silmarillion", ch. 1 "Of the Beginning of Days"
10. ↑  The Silmarillion, "Quenta Silmarillion", ch. 8 "Of the Darkening of Valinor"
11. ↑  The Return of the King, book 6, ch. 5 "The Steward and the King"
12. ↑  The Fellowship of the Ring, book 1, ch. 6 "The Old Forest"
13. ↑  The Fellowship of the Ring, book 1, ch. 7 "In the House of Tom Bombadil"
14. ↑  The Fellowship of the Ring, book 1, ch. 1 "A Long-Expected Party"
15. ↑  The Return of the King, book 6, ch. 6 "Many Partings"

### 次要参考
1. 1 2 3 4 5 6 7 8 9 10 11 12 13 14  Saguaro, Shelley; Thacker, Deborah Cogan. . Palgrave Macmillan (New Casebooks). 2013: 138–154  [2022-01-18]. ISBN 978-1-137-26399-5. （原始内容存档于2021-12-20）.
2. 1 2  Townshend, Emma. . The Independent. 6 August 2014  [2022-01-18]. （原始内容存档于2020-05-24）.
3. 1 2 3 4 5 6 7  Dickerson, Matthew. Drout, Michael D. C. , 编. . J.R.R. Tolkien Encyclopedia (Taylor & Francis). 2013: 678–679 [2007]  [2022-01-18]. ISBN 978-0-415-96942-0. （原始内容存档于2022-01-16）.
4. ↑  Shippey 2005，第80頁.
5. ↑  Hammond, Wayne G.; Scull, Christina. . HarperCollins. 2005: 372–373. ISBN 978-0-00-720907-1.
6. ↑  Kipling, Rudyard. . Kipling Society.   [15 May 2020]. （原始内容存档于2020-12-03）.
7. ↑  Shippey 2005，第397頁.
8. 1 2  Nelson, Dale. . Drout, Michael D. C.  (编). . Routledge: 372–377. 2013 [2007]. ISBN 978-0-415-86511-1.
9. ↑  Lobdell, Jared. . Open Court. 2004: 9. ISBN 978-0-8126-9569-4. OCLC 54767347.
10. ↑  Kocher, Paul. . Penguin Books. 1972. ISBN 978-0-14003-877-4.